# Gheorghe Ion Marin
Gheorghe Ion Marin (n. 2 octombrie 1929, Cîșlița-Prut, Județul Cahul (interbelic), România Mare- 20 octombrie 2017, Chișinău, Republica Moldova) a fost un jurnalist, membru al Uniunii scriitorilor din Moldova. 

## Biografie
S-a născut în familia Domnicăi și a lui Ion Marin din s. Cîșlița-Prut. În anii 1938-1941  este elev la școala medie necompletă din sat. Ulterior- în anii 1947-1951 studiază la școala pedagogică din Cahul, avîndu-l ca coleg pe Eugeniu Grebenikov. 1951-1952- predă la școala medie din comuna Baurci-Moldoveni, Cahul. În anii 1952-1953 Face stagiu de ziarist la redacția ziarului „Moldova socialistă”. Ulterior, în anii 1953-1955 este șef de secție, redactor-șef adjunct la  gazeta„Tinerimea Moldovei”. Concomitent, își urmează studiile la Institutul pedagogic „Ion Creangă”. Mai târziu, în anii 1955 - 1959 conduce săptămânalul pentru pionieri „Tânărul leninist”, după care urmează doi ani (1959-1961) de  studii la facultatea de ziaristică a Școlii superioare de partid din Moscova. În anii 1961-1965 este redactor-șef la „Tinerimea Moldovei”. 
În anul 1964 a fost șef al Secției de propagandă a CO de partid Chișinău al Partidului comunist al Moldovei, ulterior prim-secretar al Comitetului raional Frunze al PC Moldovei (1965-1969), iar în anii 1968-1989  a ocupat postul de locțiitor al președintelui Comitetului de stat pentru edituri, poligrafie și comerțul cu cărți din Republica Sovietică Socialistă Moldovenească. A fost și traducător în acest răstimp .
Este tatăl Doinei Aldea Teodorovici și bunicul lui Cristofor Aldea-Teodorovici.

## Publicații
- 2006: Închinare memoriei
- 2008: Misiuni și destine, Chișinău. Editura Pontos
- 2009: Neamul prin  fii săi, Chișinău, Ed. Pontos

### Traduceri
- Vladimir Il'ici Lenin (din rusă)
- Omul-legendă. Povestiri despre Cotovschii
- O soluție sportivă de James Aldridge
- Așa glumesc la Gabrovo
- În lumea minunilor de N. Rubakin
- Deceluș de James Aldridge
- Pasărea adevărului, povești portugheze și spaniole
- Peștișorul vorbitor (2008), povești, traducere din portugheză

## Distincții
- 1989: Om emerit al Culturii
- 1999: Medalia „Meritul Civic”
- Doctor Honoris Causa al Universității pedagigice Ion Creangă din Chișinău